# Január 14.
Január 14. az év 14. napja a Gergely-naptár szerint. Az évből még 351 (szökőévekben 352) nap van hátra.
Névnapok: Bódog + Ámon, Ámos, Edömér, Félix, Gotfrid, Hilár, Hilárion, Hiláriusz, Ilárion, Larion, Laurent, Malakiás, Oresztész, Orion, Uriás, Uriel, Uros, Vidor

## Események

### Politikai események
- 1301 – Véget ér az Árpád-ház uralma Magyarországon III. András halálával .
- 1526 – I. Ferenc francia király a madridi békében átengedi Burgundiát V. Károly német-római császárnak, valamint lemond az artois-i, a flandriai, a nápolyi és a milánói igényeiről.
- 1704 – Brajkovics Márton Zengg-Modrusi megyés püspököt áthelyezik a Zágrábi egyházmegye élére.[1]
- 1814 – Aláírják a kieli békediktátumot, melynek értelmében Dánia lemond Norvégiáról Svédország és Helgolandról Anglia javára.
- 1945 – A németek felrobbantják a budapesti Horthy Miklós hidat (ma: Petőfi híd).
- 2008 – Pokolgép robban a pakisztáni Karacsiban; a merénylet hat halálos áldozatot és sok sebesültet követel.
- 2008 – Négy tálib fegyveres merényletet követ el Kabul Serena nevű hotelében, ahol a norvég külügyminiszter, Jonas Gahr Støre is tartózkodik.

### Tudományos és gazdasági események
- 2005 – A Cassini űrszonda Huygens leszállóegysége sikeresen leszáll a Szaturnusz Titán holdjára.
- 2020 – A Windows 7 támogatása megszűnt.

### Kulturális események

#### Zenei események
- 1900 – Bemutatják Giacomo Puccini háromfelvonásos operáját, a Toscát.

### Egyéb események
- 1998 – A magyar-román határon fekvő Békés megyei városban, Gyulán egy máig ismeretlen tettes megölte a 7 és fél éves Szathmáry Nikolettet.
- 2015 – Moszkvában +3,4 fokot mértek, amely rekord hőmérsékleti értéknek számít.[2]

## Születések
- i. e. 83 – Marcus Antonius római hadvezér a II. triumvirátus tagja († i. e. 30)
- 1800 – Ludwig von Köchel osztrák jogász, zenetörténész és természettudós, a Köchel-jegyzék megalkotója († 1877)
- 1824 – Vlagyimir Vasziljevics Sztaszov orosz művészeti és zenekritikus († 1906)
- 1854 – Gelléri Mór közgazdasági szakíró († 1915)
- 1860 – Venustiano Carranza, a mexikói forradalom jelentős alakja, Mexikó elnöke († 1920)
- 1861 – VI. Mehmed az Oszmán Birodalom 37. szultánja († 1926)
- 1875 – Albert Schweitzer elzászi orvos, lelkész, Nobel-békedíjas († 1965)
- 1885 – Czermann Antal magyar publicista, politikus, miniszteri tanácsos, országgyűlési képviselő († 1971)
- 1896 – John Dos Passos portugál származású amerikai író, képzőművész († 1970)
- 1900 – Barcsay Jenő Kossuth-díjas magyar festőművész, grafikus, tanár († 1988)
- 1901 – Bihari József Kossuth-díjas magyar színművész, érdemes és kiváló művész († 1981)
- 1906 – Kerpel-Fronius Ödön orvos, gyermekgyógyász, fiziológus, az MTA tagja († 1984)
- 1917 – Lado Aszatiani grúz költő († 1943)
- 1918 – Edelsheim-Gyulai Ilona Horthy István kormányzóhelyettes felesége († 2013)
- 1926 – P. Debrenti Piroska Kazinczy-díjas magyar rádióbemondó, előadóművész († 2016)
- 1926 – Varga Marianna néprajzkutató, muzeológus († 2017)
- 1928 – Győrffy Béla Széchenyi-díjas magyar agrármérnök, növénynemesítő, az MTA tagja († 2002)
- 1931 – Caterina Valente olasz táncosnő, énekesnő, színésznő († 2024)
- 1933 – Rockenbauer Pál földrajztudós, filmrendező († 1987)
- 1934 – Alberto Rodríguez Larreta argentin autóversenyző († 1977)
- 1937 – Keczer András magyar jogász, színész, színházigazgató, a Békés Megyei Jókai Színház igazgatója (1980-1990)
- 1941 – Faye Dunaway Oscar-díjas amerikai színésznő
- 1941 – Milan Kučan szlovén politikus, államfő
- 1942 – Kopp Mária orvos, pszichológus, († 2012)
- 1942 – Szakács Eszter Jászai Mari-díjas magyar színésznő († 2014)
- 1943 – Angelo Bagnasco bíboros, genovai érsek
- 1946 – Nagy Feró Kossuth-díjas magyar énekes, színész, dalszövegíró, politikus
- 1948 – Carl Weathers amerikai színész, televíziós rendező és producer, valamint visszavonult profi amerikai futball-játékos († 2024)
- 1950 – Muszty Bea magyar zenész, mesejáték-író, dalszerző
- 1952 – Călin Popescu-Tăriceanu román politikus, miniszterelnök
- 1956 – Cselényi Nóra Jászai Mari-díjas magyar jelmeztervező, színésznő, a kaposvári Csiky Gergely Színház örökös tagja
- 1959 – Gazdag László magyar bábművész
- 1969 – Jason Bateman amerikai színész
- 1973 – Giancarlo Fisichella olasz autóversenyző, tesztpilóta
- 1975 – Melkvi Bea magyar színésznő
- 1977 – Narain Karthikeyan indiai autóversenyző
- 1986 – Yohan Cabaye francia labdarúgó
- 1990 – Szilágyi Áron háromszoros olimpiai bajnok magyar kardvívó

## Halálozások
- 1301 – III. András magyar király (* 1265 körül)
- 1685 – Szelepcsényi György prímás esztergomi érsek (* 1595)
- 1742 – Edmond Halley angol csillagász (* 1656)
- 1753 – George Berkeley brit empirista filozófus, teológus és püspök (* 1685)
- 1872 – nagyajtai Kovács István történész, jogász, az MTA tagja (* 1799)
- 1898 – Lewis Carroll (er. Charles Lutwidge Dodgson), angol író, matematikus, fényképész (* 1832)
- 1905 – Ernst Abbe német matematikus, fizikus, egyetemi tanár, a Karl Zeiss Optikai Művek tulajdonosaként ő vezette be először a napi nyolc órás munkarendet (* 1840)
- 1924 – Zicsi és vásonkői gróf Zichy Géza magyar író, drámaíró, zeneszerző, zongoraművész, belső titkos tanácsos, császári és királyi kamarás, főrendiházi tag (* 1849)
- 1935 – Gubányi Károly vasútmérnök, utazó, író (* 1867)
- 1957 – Humphrey Bogart amerikai színész (* 1899)
- 1959 – D. Szabó Károly földműves, az 1956-os forradalom gyóni eseményeinek egyik vezető szereplője és kivégzettje (* 1924)
- 1960 – Sándor Károly karikaturista, grafikus (* 1915)
- 1966 – Szergej Pavlovics Koroljov mérnök, rakétatervező (* 1907)
- 1967 – Kállay Miklós magyar politikus, miniszterelnök (* 1887)
- 1977 – Anaïs Nin kubai származású, franciaországi születésű amerikai írónő (* 1903)
- 1977 – Peter Finch ausztrál színész (* 1916)
- 1978 – Kurt Gödel morvaországi német matematikus, logikus, tudományfilozófus (* 1906)
- 1984 – Beamter Jenő dzsessz-zenész, zeneszerző, zenetanár (* 1912)
- 1984 – Ray Kroc amerikai vállalkozó, a McDonald's Corporation alapítója (* 1902)
- 1988 – Georgij Makszimilianovics Malenkov szovjet kommunista politikus, az SZKP PB tagja, miniszterelnök (* 1902)
- 1991 –  Demény Pál magyar kommunista politikus, országgyűlési képviselő (* 1901)
- 1994 – Myron Fohr amerikai autóversenyző (* 1912)
- 2001 – Karl Bednarik osztrák festő író (* 1915)
- 2001 – Vic Wilson brit autóversenyző (* 1931)
- 2005 – Major Ida magyar színésznő, énekesnő (* 1920)
- 2006 – Shelley Winters kétszeres Oscar-díjas amerikai színésznő (* 1920)
- 2014 – Juan Gelman Cervantes-díjas argentin költő (* 1930)
- 2015 – Andrassew Iván magyar író, újságíró (* 1952)
- 2016 – Alan Rickman Golden Globe-díjas angol színész (* 1946)
- 2016 – René Angélil kanadai énekes, zenei menedzser és rendező, Céline Dion férje (* 1942)
- 2021 – Hantz András erdélyi kémikus, egyetemi tanár (* 1934)
- 2021 – Szecskó Péter magyar grafikusművész, illusztrátor, festő (* 1950)
- 2023 – Inna Csurikova orosz színésznő (* 1943)

## Ünnepek, emléknapok, világnapok
- India: szankranti aratóünnep (a tamiloknál pongal az ünnep neve és több napos, január 13-16 között)[3]
- Tunézia: a forradalom és ifjúság napja